# 高德地圖

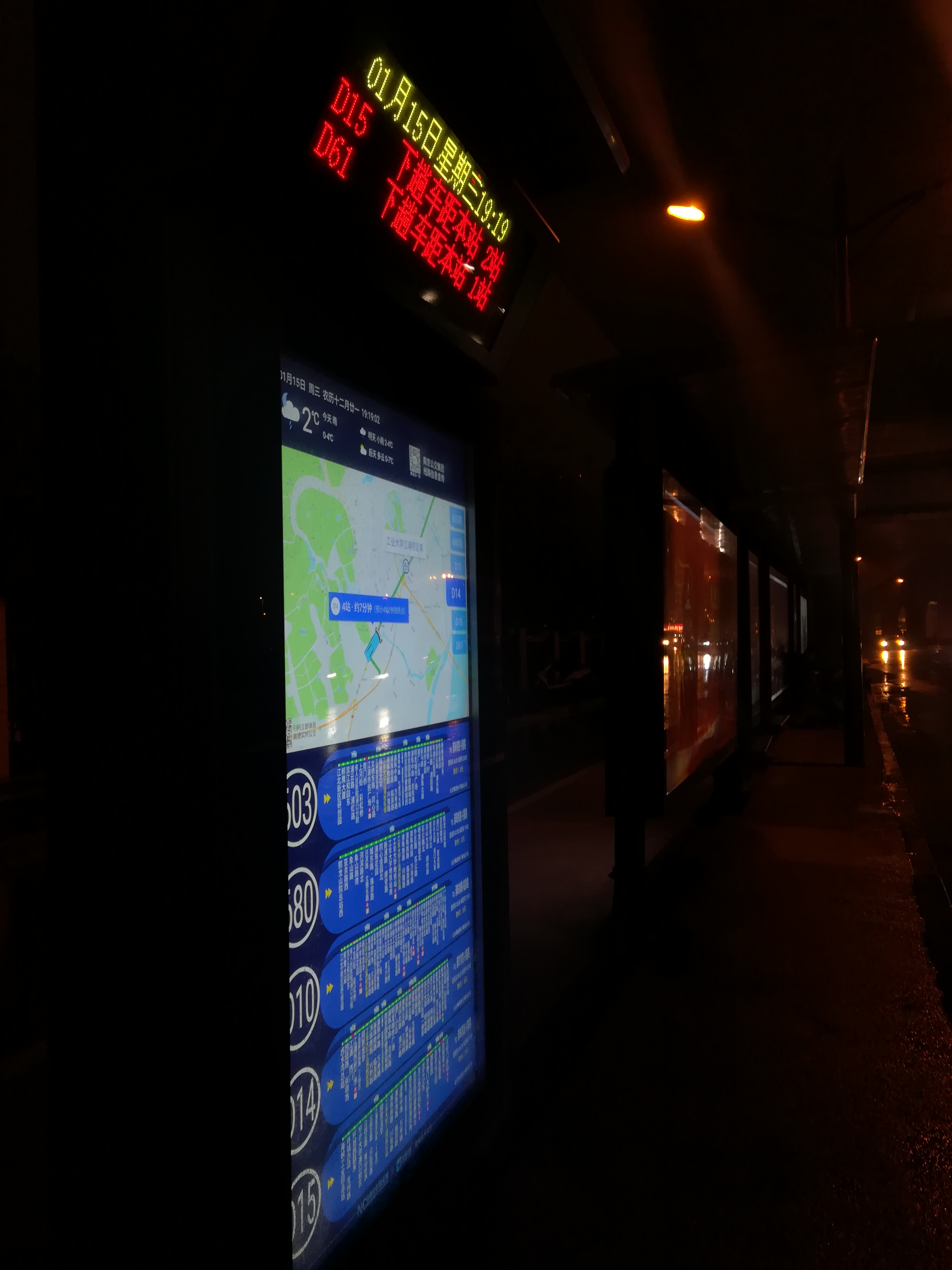
公交车站上使用的高德地图

高德地圖是由高德軟件有限公司推出的电子地图服务，是中國大陸主流的地圖服務之一，主要竞争对手是百度地图。
高德地圖也是蘋果地圖的圖資供應商，但在全球服務的佈局相對緩慢，其後又因為疫情再次延後。直到2023年7月宣布，成為打通一帶一路全球行的配合廠商，並推廣北斗系統，高德將正式入局全球服務市場，相關合作與評分機制的業務也會同步開展。

## 历史
高德地圖自2006年以來一直向谷歌提供地圖數據。

### 2006年
2006年8月，高德兼并中国的基础地图服务提供商北京图盟科技有限公司，进入互联网位置服务市场。
2006年10月，高德成功完成4000万美元私募融资。
2006年10月，高德收购北京星天地信息科技有限公司，同年12月，高德获得测绘航空摄影甲级资质。

### 2012年
2012年3月30日，高德地图在移动客户端上发布3D版地图。6月12日，高德地图承认为苹果地图在中国大陆的合作商。9月12日，高德地图推出室内地图功能。10月24日，高德地图推出中国首款Windows 8地图应用。

### 2013年
2013年4月17日，高德地图与Nuance公司达成战略合作，共同开发语音导航产品。4月26日，高德地图街景版上线。5月10日，阿里巴巴以2.94亿美元收购高德地图的28%股份，成为第一大股东。
6月9日，高德地图与滴滴打车达成合作，为高德地图用户提供打车服务。8月26日，高德地图与QNX公司合作，在中国推出本地化车载导航。8月28日，高德地图宣布高德导航完全免费。9月29日，高德地图宣布高德导航宣布人工服务和英文导航免费。11月23日，高德地图签约林志玲，代言高德地图导航产品。

### 2014年
2014年1月29日，高德地图上线林志玲语音导航版。4月11日，阿里巴巴以15亿美元收购高德地图，交易完成后，高德将成为阿里巴巴的全资子公司。4月29日，高德地图在移动客户端推出三维实景地图，三维实景图数据已覆盖北京、上海、无锡、三亚等17个城市。
7月4日，高德地图推出首款智能硬件：高德地图小蜜。9月12日，高德地图和特斯拉达成合作，上线充电桩地图。9月23日，高德地图发布新战略，重新回归地图与导航。
10月24日，高德地图宣布推出公交导航服务。12月18日，高德地图正式发布公交导航版，并且推出郭德纲专属语音导航。

### 2015年
2015年3月31日，高德地图在移动客户端上线景区导览图。4月9日，高德地图推出LBS+开放平台。并且与神州租车合作。4月16日，高德地图联手各地交管部门推出交通信息公共服务平台。4月22日，高德地图发布《2015年第一季度中国主要城市交通分析报告》。4月30日，阿里巴巴宣布完成对高德地图的业务整合。

### 2019年
2019年，高德地图安卓版增加了语音助手小德。高德地图安卓版9.10.0.2503新增功能可以查看卫星地图，公交地图。

### 2020年
2020年1月8日，Here地图与高德共同宣布，基于海外地图及动态信息服务展开合作。Here地图将为高德提供中国以外地区的地图数据及交通信息等，高德将为用户提供全球路径规划引导、定位及出行相关服务。

### 2021年
7月15日，高德地图召开品牌升级发布会，宣布向“出门好生活开放服务平台”升级，并推出全新品牌主张“高德地图，哪儿都熟”。

## 地图街景（已下線）
高德地图2013年4月曾有街景導覽功能推出，目前已經下线，原因不明。高德地圖的街景地图一開始為定點全景，自推出到下线的期间不断扩大街景覆盖的范围，后由于未知原因而下线。
| 省份           | 城市 |
| -------------- | --- |
| 北京市         | 北京市 |
| 天津市         | 天津市* |
| 上海市         | 上海市* |
| 河北省         | 石家庄市*、保定市*、承德市*、秦皇岛市* |
| 山东省         | 聊城市、烟台市、德州市、萊蕪市、泰安市、日照市、濱州市、東營市、青岛市*                                                                                                   |
| 江苏省         | 南京市、苏州市*、扬州市*、无锡市*、宜兴市*、南通市、常州市、连云港市* |
| 浙江省         | 杭州市、宁波市*、绍兴市*、嘉兴市*、温州市*、金华市*、台州市*、湖州市*、丽水市*、衢州市*                                                                                   |
| 安徽省         | 安庆市* |
| 陕西省         | 西安市 |
| 河南省         | 郑州市、洛阳市、开封市、平顶山市、安阳市、信阳市、新乡市、焦作市、商丘市、周口市、驻马店市                                                                                |
| 湖南省         | 长沙市*、湘潭市*、郴州市*、张家界市*、湘西州* |
| 福建省         | 福州市*、厦门市*、莆田市*、泉州市*、漳州市*、龙岩市* |
| 广东省         | 广州市*、深圳市*、肇庆市*、中山市*、珠海市*、东莞市*、韶关市*、江门市、梅州市*、惠州市*、清远市*、阳江市*、 云浮市*、佛山市*、河源市*、汕头市*、汕尾市*、潮州市*、湛江市* |
| 广西壮族自治区 | 南宁市*、桂林市*、北海市*、崇左市* |
| 海南省         | 海口市*、三亚市*、琼海市*、万宁市*、文昌市*、儋州市*、五指山市*、保亭县*、昌江县*、定安县*、乐东县*、陵水县*                                                              |
| 辽宁省         | 沈阳市 |
| 吉林省         | 长春市 |
| 黑龙江省       | 哈尔滨市 |
| 四川省         | 成都市、乐山市* |
| 云南省         | 昆明市、大理市*、丽江市*、西双版纳州*、红河州*、 |
| 西藏自治区     | 拉萨市、林芝地区、那曲地区、日喀则地区 |

## 奇境MAX
具有奇境MAX覆盖的国家和地区  暂无奇境MAX覆盖的国家和地区 

## 移动客户端
高德地图移动版，目前已推出Android客户端、Android Pad客户端、iPhone客户端、iPad客户端、Windows Phone客户端、Windows 8应用客户端和BlackBerry客户端。
高德曾推出过高德导航移动版，覆盖Android、iPhone、Windows Phone和BlackBerry，已被高德地图APP取代。